# W Orionis
W Orionis är en pulserande variabel av halvregelbunden typ i stjärnbilden Orion. Stjärnan varierar mellan magnitud +5,5 och 6,9 med en period av 212 dygn.